# Thyroxine
Thyroxine is een prohormoon dat geproduceerd en afgescheiden wordt door de schildklier. Het is beter bekend als T4. Het is ook in de handel als geneesmiddel onder de naam levothyroxine. Dit wordt voorgeschreven als de schildklier niet of te traag werkt.
De stof is opgenomen in de lijst van essentiële geneesmiddelen van de WHO.

## Aanmaak
Thyrosineresiduen van het thyreoglobuline worden gejodeerd. Een thyrosineresidu met één jodide is een MIT (Engels: MonoIodineThyrosine); een thyrosineresidue met twee jodiden vormt een DIT (Engels: DiIodineThyrosine). Twee DIT's vormen T4. Een MIT en een DIT vormen T3. T4 en T3 worden vanuit de schildklier uitgescheiden in het bloed. De schildklier maakt naar verhouding veel meer T4 dan T3. T4 wordt door de lever, maar ook in alle weefsels, omgezet in T3. T3 is potenter dan T4. Bij onvoldoende jodiuminname gaat de schildklier relatief en absoluut meer T3 produceren.

## Functie
Schildklierhormonen zijn essentieel voor normale groei en ontwikkeling en hebben veel effecten op metabole processen. Zo spelen ze een belangrijke rol bij de ontwikkeling van het zenuwstelsel, de synthese, mobilisatie en afbraak van vetten en het verhoogt het aantal catecholamine-receptoren op de celmembraan (effect op hartfrequentie). Een tekort hieraan verlaagt de snelheid van de stofwisseling, met als een van de gevolgen extreme vermoeidheid.

## Transport
Het grootste deel (99,98%) van het thyroxine in het bloed is gebonden aan transporteiwitten:
- thyroïdbindend globuline (TBG)
- pre-albumine
- albumine

Alleen thyroxine dat niet gebonden is aan transporteiwitten is in staat om biologische effecten tot stand te brengen. Dit is vrij T4 (<Engels: free T4 of fT4).

## Afbraak
Ongeveer de helft van T4 wordt afgebroken door middel van de-jodering en metabolisme in weefsels. De andere helft wordt geconjugeerd in de lever en uitgescheiden via de gal. Ook wordt een beetje schildklierhormoon uitgescheiden via de nieren.

## Diagnostiek
Schildklierhormonen kunnen bepaald worden in een klinisch chemisch laboratorium. Meestal wordt T3 en fT4 bepaald, deze zijn biologisch actief. Een te laag fT4 wordt een hypothyreoïdie genoemd en een te hoog fT4 wordt een hyperthyreoïdie genoemd. Daarnaast zal ook de TSH bepaald worden om te beoordelen wat de oorzaak is van de afwijkende waarde van de fT4.

## Geneesmiddel
Thyroxine wordt als geneesmiddel voorgeschreven als de schildklier niet of te traag werkt. Het is in de handel onder de naam levothyroxine, ook bekend als L-thyroxine, synthetisch T4 of 3,5,3',5'-tetrajood-L-thyronine. Het geneesmiddel is het monohydraat van het natriumzout van thyroxine. Deze stof heeft een grotere halveringstijd dan het mengsel van de twee natuurlijke schildklierhormonen: T3 en T4 (=levothyroxine). Zoals hierboven genoemd, wordt T4 in het lichaam omgezet in T3. T4 is dus een prodrug.

### Waarschuwing na registratie
In Nederland ontstond eind 2014 ongerustheid onder gebruikers van het merkmedicijn Thyrax®, toen dit middel een ander bijwerkingenpatroon leek te krijgen na het afleveren in blisterverpakking in plaats van de gebruikelijke losse tabletten. Het CBG verplichtte fabrikant Aspen Pharma in februari 2015 een brief te plaatsen op zijn website aan de gebruikers.

### Beperkte beschikbaarheid
In februari 2016 kwam Aspen Pharmacare in opspraak toen bleek dat het merkmedicijn Thyrax Duotab® nauwelijks meer beschikbaar was. Aspen had de productielijn van Organon in Oss gesloten maar was er niet in geslaagd om de kwaliteit van productie in Duitsland te halen. De beschikbaarheid van de verschillende doses liep in Nederland snel terug. Ongeveer 350.000 schildklierpatiënten in Nederland moesten overstappen op een ander middel, vaak met bijwerkingen en problemen met de nauwkeurige dosering. Via Spanje en Portugal was aanvankelijk nog aan Thyrax te komen, maar begin 2017 was het middel niet meer verkrijgbaar. Als alternatieven werden voornamelijk Euthyrox® en Teva® aangedragen. In 2017 kampte ook Teva korte tijd met beschikbaarheidsproblemen waardoor wederom patiënten moeten overstappen. In 2016 deed de Inspectie voor de Gezondheidszorg (IGZ) onderzoek naar de gang van zaken. De publicatie van dat onderzoek werd in eerste instantie met succes tegengehouden door Aspen. In 2017 kwam er alsnog een rapport uit. Daaruit bleek dat Aspen de gevolgen van de verplaatsing van de productie onderschat heeft en een aanbod om vooraf door MSD een bulkvoorraad aan te leggen terzijde heeft geschoven.

## Dextrothyroxine
Dit chemisch vervaardigde spiegelbeeldmolecuul was in de 20e eeuw onder de merknaam Dethyrone® in de handel als middel om het cholesterol te verlagen. Het verdween uit de handel wegens cardiale bijwerkingen. Dextrothyroxine in een dosering van 4 mg bleek in een onderzoek equipotent aan 0,15 mg levothyroxine zowel als lipideverlager en als bestrijder van een te lage T3-spiegel.